# Fauler See (Schwerin)
Der Faule See befindet sich in der mecklenburg-vorpommerschen Landeshauptstadt Schwerin im Landschaftsschutzgebiet „Schweriner Seenlandschaft“. Die Größe des angestauten und als schwach polytroph eingeschätzten Sees beträgt 50 Hektar, die Uferlänge 4052 Meter.
Der Faule See liegt südwestlich des Schweriner Sees. Die Ufer sind teils bewaldet und Bestandteil einer öffentlichen Parkanlage. Naturnahe Uferstreifen gehören partiell zu gesetzlich geschützten Biotopen. Der Schweriner Schlosspark befindet sich am Nordwestufer. Im Südosten grenzt das Gewässer an den Schweriner Zoo.

## Bedeutung des Namens
Der Name des Sees war ursprünglich „Fuhler See“. Er kommt vermutlich vom Wort „Fula[n]“, das „Füllen“ (Fohlen, junges Pferd) bedeutet. Entsprechend kann der Name „See, an dessen Ufern Fohlen gehalten werden“ übersetzt werden. Diese Interpretation erscheint folgerichtig, da verschiedene Flurbezeichnungen dieser Gegend auf Pferdezucht hinweisen.

## Nutzung

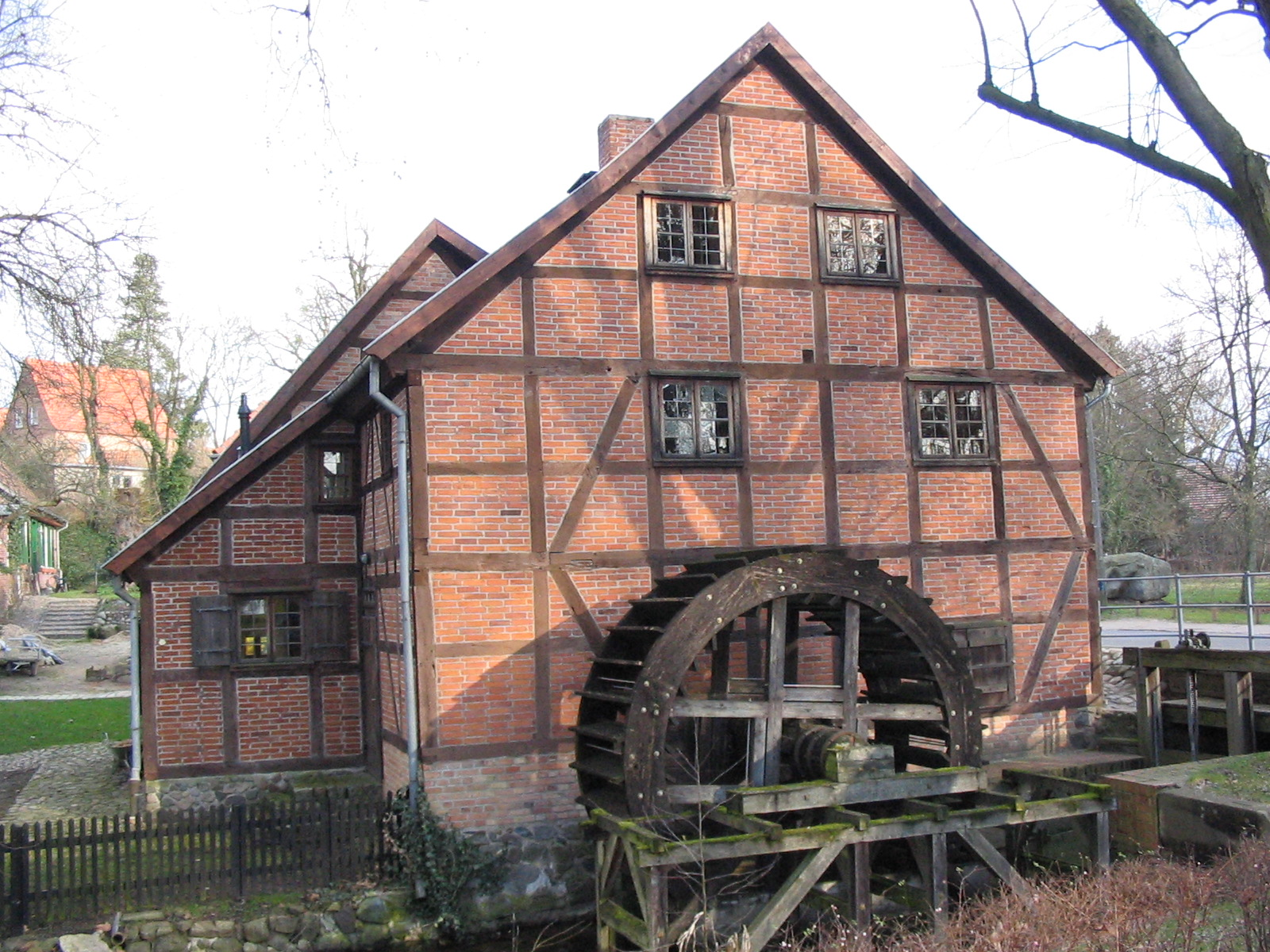
Schleifmühle

Das Wasser des Faulen Sees treibt das Wasserrad der bis heute als technisches Denkmal erhaltenen Schleifmühle Schwerin an, die 1705 zunächst als Lohmühle erbaut und später umfunktioniert wurde. Das Museum zeigt anschaulich das Steinschleifen mit der rekonstruierten Technik des 18. Jahrhunderts. Zudem speist der See die Wasseranlagen des Schweriner Schlossparkes.
Der See wird vorrangig von einem Anglerverein, der Fischerei und Wassersportvereinen genutzt, alljährlich finden Drachenbootrennen statt. Außerdem führt der „Fünf-Seen-Lauf“ hier vorbei und fast alljährlich wird die Schweriner Ruderregatta vom anliegenden Ruderverein veranstaltet. 

## Flora und Fauna
Im Bereich des Sees kommen 32 Brutvogelarten, unter anderem Blässhuhn, Haubentaucher, Nachtigall, Stockente, Teichralle und Teichrohrsänger, drei Arten Amphibien (Grasfrosch, Moorfrosch, Wasserfrosch), die Ringelnatter sowie sechs Libellenarten vor. An mehreren Stellen wurden Fischotter nachgewiesen.